# Claudius Körber
Claudius Körber (* 2. Januar 1982 in Dresden) ist ein deutscher Schauspieler.

## Leben
Claudius Körber studierte von 2003 bis 2007 Schauspiel am Max Reinhardt-Seminar in Wien. Während des Studiums war er u. a. am Schauspielhaus Wien in «Der Ubu-Komplex» (Regie: David Maayan) zu sehen.
Von 2007 bis 2013 war Claudius Körber Mitglied im Ensemble des Schauspielhauses Graz. Hier war er unter anderem in der Rolle des Oedipus in dem gleichnamigen Schauspiel von Sophokles (Regie: Ingo Berk), in der Titelrolle in Macbeth (Regie: Anna Badora), als Karl Rossmann in «Amerika» (Regie: Viktor Bodó), in «Der Untergeher» als Glenn Gould (Regie: Christiane Pohle) oder in «Die schmutzigen Hände» als Hugo (Regie: Wojtek Klemm) zu sehen. Für seine Darstellungen der Titelrollen in «Hamlet» (Regie: Theu Boermans) und «Peer Gynt» (Regie: Ingo Berk) wurde Claudius Körber 2011 für den Nestroy-Theaterpreis in der Kategorie «bester Nachwuchs» nominiert und gewann den Nestroy-Publikumspreis 2012.
Von 2013 bis 2019 war Claudius Körber festes Ensemblemitglied am Schauspielhaus Zürich. Dort war er u. a. in den Inszenierungen «Andorra» (Regie: Bastian Kraft), «Die Toten» (Regie: Barbara Frey), in «Grimmige Märchen» (Regie: Herbert Fritsch), «Übergewicht unwichtig: Unform» (Regie: Sophia Bodamer), «Die Verwandlung» (Regie: Gisli Örn Gardasson) oder «Ausschliesslich Inländer» (Regie: Nikolaus Habjan) zu sehen.
2017 wurde ihm am Schauspielhaus Zürich die Goldene Maske verliehen.
2019 war er bei der Ruhrtriennale in Bochum bei Christoph Marthalers «Nach den letzten Tagen» zu sehen und wirkte in Peking an der China National Peking Opera Company und in Berlin am Radialsystem in «Der Ring des Nibelungen - Peking Oper trifft auf Musiktheater» mit.
2020 war er Gast am Schauspielhaus Düsseldorf in «Lulu» (Regie: Bernadette Sonnenbichler) sowie am Luzerner Theater in «Meine geniale Freundin 1-4» (Regie Lily Sykes).
Außerdem ist Claudius Körber Gastdozent für Schauspiel an der Zürcher Hochschule der Künste und als Sprecher für den SRF sowie die SBS - schweizerische Bibliothek für Blinde, Seh- und Lesebehinderte Menschen tätig.

## Auszeichnungen
Im Jahr 2006 wurde er wegen seiner Rolle als Diener Tranio zusammen mit Anne Breitfeld als Bianca im Shakespeare-Stück Der Widerspenstigen Zähmung bei den Bad Hersfelder Festspiele mit dem kleinen Hersfeld-Preis ausgezeichnet.
2011 wurde Claudius Körber in der Kategorie «Bester Nachwuchs» als Hamlet in «Hamlet» von William Shakespeare und als Peer Gynt in «Peer Gynt» von Henrik Ibsen für den Nestroy-Theaterpreis nominiert.
2012 gewann Claudius Körber den Nestroy-Publikumspreis.
2017 Goldene Maske Schauspielhaus Zürich
2018 Einladung zum 5. Schweizer Theatertreffen mit "Grimmige Märchen" (Regie: Herbert Fritsch)